# 皇帝洞遺址
皇帝洞遺址是中國海南省昌江县七叉镇牙迫村的新石器時代遺址，洞穴高约30米，宽20至30米，进深约110米，面积约5700平方米，1984年采集有6540年前的动物化石，新石器时代的石刀、单肩石斧、双肩石锛以及青铜时代的米字纹红陶、雷纹红陶、网格纹红陶、绳纹红陶和青铜器残片等。